# Xiphidiopsis cheni
Xiphidiopsis cheni är en insektsart som beskrevs av Bei-bienko 1955. Xiphidiopsis cheni ingår i släktet Xiphidiopsis och familjen vårtbitare. Inga underarter finns listade i Catalogue of Life.